# Paprika (koření)

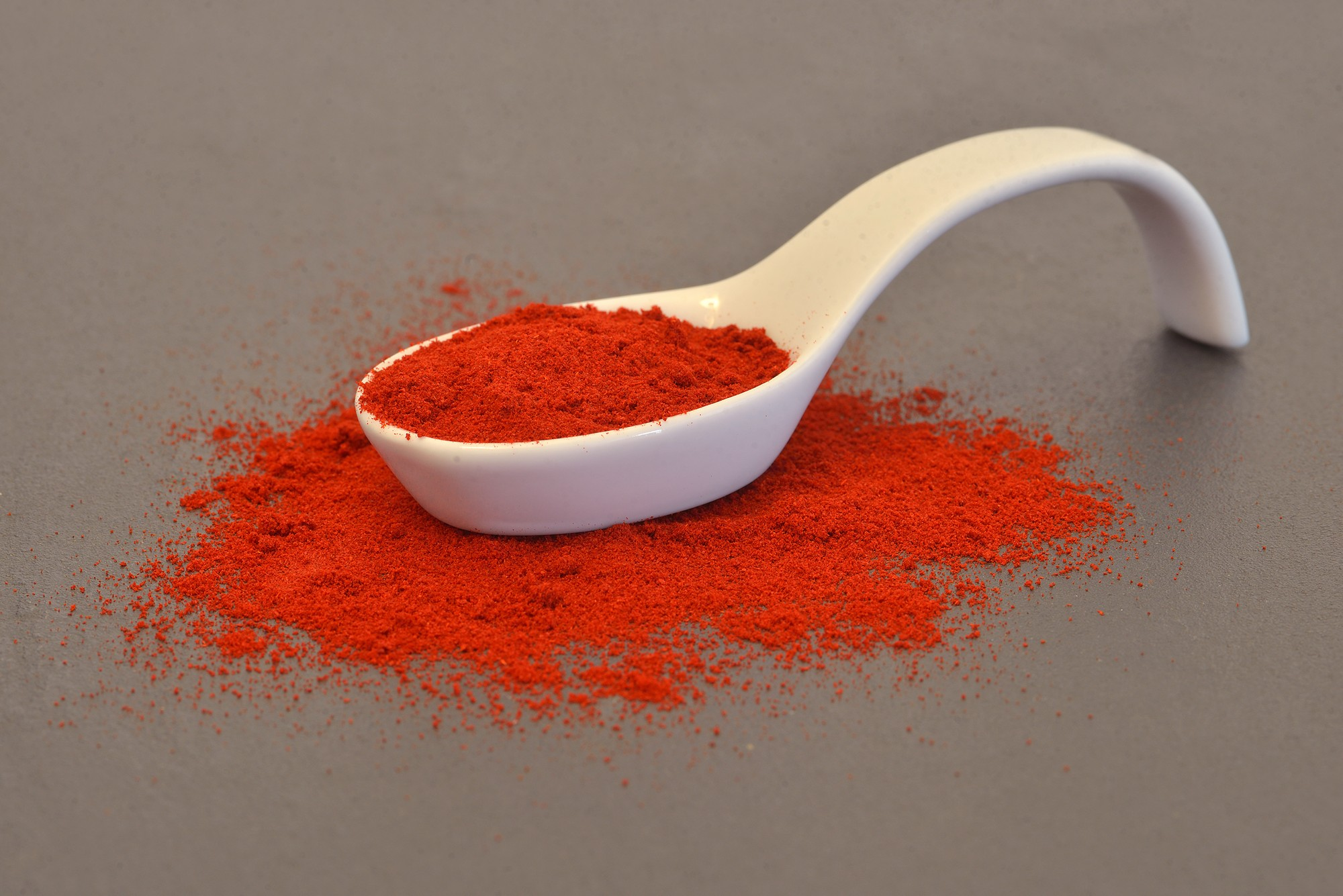
Koření paprika

Paprika je mleté koření vyrobené z červených sušených plodů větších a sladších odrůd papriky seté (Capsicum annuum). V češtině nazývané rovněž paprika, ovšem v jiných jazycích se název rostliny a koření rozchází. Podle složení odrůd se mění chuť koření, což zohledňují výrobci při prodeji ("sladká paprika", "gulášová paprika", "pálivá paprika"). Paprika jako koření je často spojována s maďarskou kuchyní, byť její kořeny jsou ve Střední Americe, odkud paprika setá pochází a odkud se dostala až v 16. století do Evropy, potom do Španělska, a odtud se koření dostalo do Afriky a k Osmanům, do jejichž kuchyně se koření výrazně zapsalo. Teprve expanzí Osmanů se dostalo na Balkán, kde se stalo rovněž velmi oblíbené. Do Maďarska se ovšem koření dostalo až na konci 19. století, přesto se pro maďarskou kuchyni stihlo stát ve 20. století definiční. Proslavené jsou zejména papriky pěstované v oblasti kolem města Szeged. Na Moravě má pěstování papriky (kam se dostala v polovině 16. století) letitou tradici a je charakterovou součástí moravské kuchyně. Jako zelenina i jako koření - pálivá i sladká. Až do 80. let byl aktivní větší paprikový mlýn v Hodoníně. Velkou roli v oblibě papriky hraje kromě chuti také její barvící schopnost, obvykle dá pokrmům červenou či oranžovou barvu, hodí se proto zejména do omáček (např. guláš). Kvalita a vlastnosti mleté papriky se určují dle dvou faktorů, jakosti a pálivosti. Odstín kořenícího prášku (od červené ke žluté) závisí na množství karotenoidů v rostlině. 

## Pálivost
Pálivost se povětšinou reguluje tím, kolik semen rostliny se do kořenící směsi přimele – do nejsladších prášků se semena nemelou vůbec, jen usušené dužiny. Pálivost lze rovněž zesílit přimísením menších a pálivých druhů papriky, např. chilli. Pálivost mleté papriky se vyjadřuje pomocí Scovillovy stupnice, která hodnotí obsah pálivé látky kapsaicinu. Metodou získání hodnoty této škály je  organoleptický test - subjektivní posouzení získané na základě citlivosti na kapsaicin u osob s bohatými zkušenostmi s konzumací pálivých paprik. Čím vyšší číslo na Scovillově stupnici, tedy větší počet SHU - Scoville heat units , tím vyšší je pálivost.

## Barvivost
Tato informace je relevantní pro lahůdkové a sladké papriky, má zásadní význam pro chuť a kvalitu. Hodnocení jakosti mleté papriky na světovém trhu provádí Americká asociace pro trh koření (American Spice Trade Association) na základě extraktivní barvivosti. Vyjadřuje množství barviva, které je uvolněno do oleje během procesu mletí papriky. Americká asociace pro trh koření  využívá škálu ASTA k vyjádření extraktivní barvivosti mleté papriky. Tato škála se pohybuje od 30 do 180, přičemž vyšší hodnoty naznačují vyšší obsah uvolněných barviv. Pomocí extraktivní barvivosti je tak možné hodnotit papriku z hlediska estetických a chuťových vlastností - mletá paprika s vyšší extraktivní barvivostí je chuťově intenzivnější a bohatší na barvy, tedy je  vizuálně atraktivní a signalizuje vyšší kvalitu.